# Soubor digitálních map Prahy
Soubor digitálních map Prahy (SDMP) byl tvořen několika datovými celky v objemu cca 2 biliony Bytů a zahrnoval souřadnice více než 12 milionů bodů v území. Sestával z několika informačních celků. Zpracovával jej dnes zrušený Institut městské informatiky Praha. Na tento soubor navázala Digitální mapa Prahy fungující do současnosti (2019).

## Jednotná digitální mapa
Základním informačním celkem (databází) je Jednotná digitální mapa Prahy (JDMP) v měřítku 1:500, která od konce roku 2002 pokrývá 497 km², tj. 100% městského území. Data jsou členěna do více než stovky tematických vrstev a aktualizována s frekvencí 65 000 územních změn ročně. 
Zdrojem aktualizace této mapy jsou: 	
1. doplňující celoplošná měření (tzv. doměřování v rozsahu cca 500 ha/rok)
2. informace získané leteckým snímkováním – polovina území města ročně
3. údaje z Dokumentací skutečného provedení staveb (DSPS) – IMIP přebírá 7000 dokumentací ročně
4. údaje o změnách v Informačním systému katastru nemovitostí – ISKN (pro 112 katastrálních území) a v Digitální katastrální mapě – DKM (zatím pro 23 katastrál. území, na kterých je tato mapa dokončena) vedených na Katastrálním úřadu
5. kopie PET fólií katastrální mapy a údaje z nových geometrických plánů předaných na Katastrální úřad (změny se týkají cca 40 000 parcel v Praze ročně)
6. údaje poskytnuté od správců technických sítí na území Prahy.

Data JDMP jsou dvakrát denně zálohována.
Z jednotné digitální mapy Prahy jsou uživatelům (cca 900 zakázek za rok) poskytovány rozmanité výstupy (cca 2 800 výstupů v hodnotě asi 181 MKč ročně), a to ve formě elektronické – soubory pro ArcInfo (.shp), Bentley/MicroStation (.dgn), AutoCAD (.dxf), MISYS (.vyk) a ve výměnných formátech VFK a DTMM – či ve formě papírové (z tiskárny či velkoplošného plotteru). Obsahem těchto výstupů mohou být i standardní výběry jakými jsou a) soubor vrstev technické mapy a b) soubor vrstev Obrazu katastrální mapy Prahy (OKMP). 
Aktualizované údaje JDMP jsou zdrojem aktualizace pro Digitální referenční mapu (DRM) a pro Tematické mapy (viz dále).

## Barevná ortofotomapa Prahy
Její tvorbu zajišťuje externí firma, která provádí letecké snímkování. Tak vzniká ročně cca 100 GB (polovina města) nových dat s rozlišením 10 cm na pixel. Pro některá použití jsou data dále ředěna na pixel 40 či 80 cm. Vedle Barevné Ortofotomapy spravuje IMIP také Barevnou digitální ortofotomapu okresů Praha-východ a Praha-západ s pixelem 50 cm v objemu cca 40 GB a dále Historické černobílé ortofotomapy z leteckých snímků pořízených vojenskými topografy v letech 1938, 1953, 1975 a 1988 v objemu cca 15 GB. Z ortofotomap poskytuje IMIP uživatelské výstupy (v hodnotě cca 19 MKč/rok) ve formátech .jpg a .bmp, případně v podobě soutisků s obsahem jiných map SDMP.

## Digitální referenční mapa
Komplexním podkladem pro GIS aplikace je Digitální referenční mapa (DRM), vytvořená převážně nad podkladem v měř. 1:000.[ujasnit] Její hlavní předností, již od jejího vytvoření v roce 1993, je provázání grafické a popisné složky. To umožňuje data využít pro „gisovská“ řešení nejrůznějších uživatelů. Model dat DRM byl zakomponován do hlavního městského systému WebGIS.
Již od svého vzniku v průběhu let 1992–1995 (DRM93) pokrývají DRM celé území Prahy. Ve druhé etapě, v roce 1996 (DRM96), byl zaveden dvojí stav mapy – „právní“ a „skutečný“. V této etapě byly také vytvořeny nové, dosud neexistující a uživateli postrádané vrstvy – budovy a generalizovaná mapa.
Zdroje aktualizace DRM jsou 
1. aktualizovaný polohopis JDMP
2. změny a nové podklady z katastru (ISKN, PET, geometrické plány)
3. barevná ortofotomapa Prahy
4. rozhodnutí o změnách názvů ulic a změnách správních hranic na území města
5. data „liniové mapy“ Technické správy komunikací (TSK)
6. data Základní územní identifikace (ZÚZI) vedené na Magistrátě hl. m. Prahy (MHMP)

Z DRM poskytuje IMIP pro uživatele výstupy (dnes v hodnotě cca 8 MKč/rok) ve formátech ArcInfoCoverage, .shp a .dxf, a dále soubory pro prohlížečku DRMView a soubory pro provoz specifických aplikací.

## Digitální model terénu
Trojrozměrné informace o území poskytují Digitální model terénu (DMT), který dovoluje přiřadit polohám v mapě nadmořskou výšku terénu s přesností + 30 cm (v části území i + 14 cm) a Digitální model zástavby a zeleně (DMZZ), který je dosud vytvořen na 260 km² (52%) městského území – zahrnuje širší městské centrum. Vedle toho disponuje IMIP prvními daty Digitálního Laserscanningu, která zobrazují jednak některé interiéry hlavní budovy Magistrátu a uliční fronty (fasády) Pražské památkové rezervace v rozsahu asi 200 ha. Hodnota 3D dat poskytovaných uživatelům roste s rozsahem území pokrytého modelem zástavby: průměrná roční hodnota za roky 2001-05 činila 6 MKč, za poslední rok (2005) to už bylo 10,5 MKč.

## Digitální tematické mapy
Soubory Digitálních tematických map (DITEM) jsou odvozeny z výše uvedených mapových celků a jejich výstupy pro uživatele mají hodnotu cca 1,6 MKč ročně.
Podrobnosti o technologii tvorby a údržby SDMP jsou uvedeny na webových stránkách 